# Kongejagt paa Hveen
Kongejagt paa Hveen je dánský němý film z roku 1903. Režisérem je Peter Elfelt (1866–1931). Film trvá necelou minutu.

## Děj
Film zachycuje loveckou družinu se švédským a norským králem Oskarem II. a dánskými princi Kristiánem, Gustavem, Valdemarem a Jiřím na malém ostrově Hven, nacházejícím se v průlivu Öresund mezi Dánskem a Švédskem. Ostrov patřil do roku 1658 Dánsku a stal se známým především díky průkopnickým pozorováním dánského astronoma Tychona Brahe na ostrově v letech 1576-1597.